# Pierre Brice

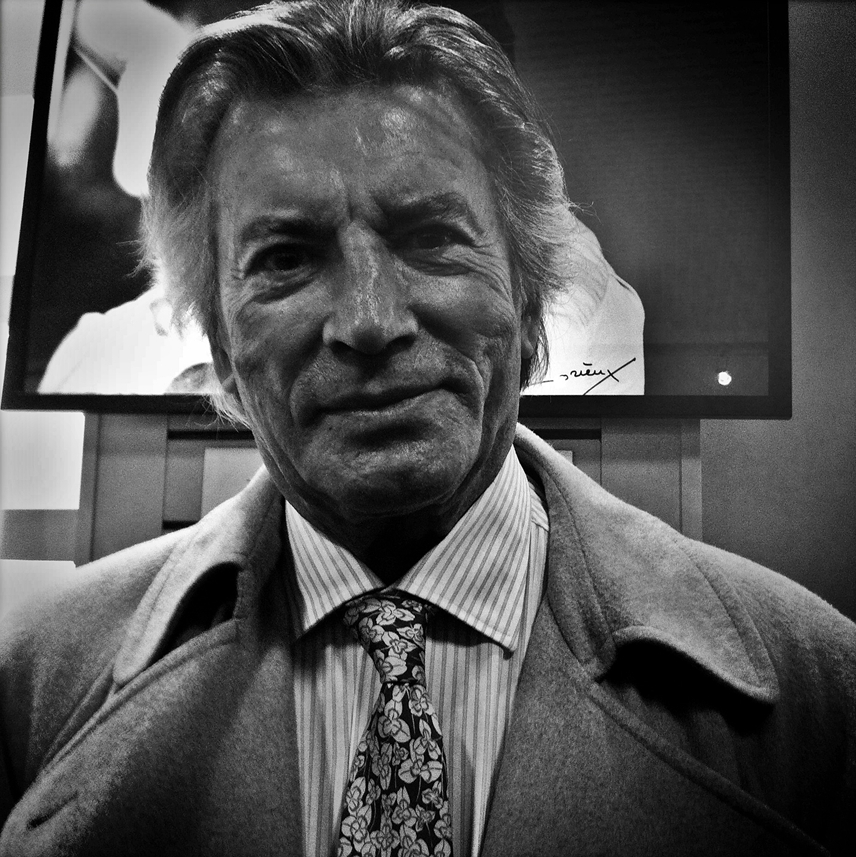
Pierre Brice im November 2011 (Foto François Besch)

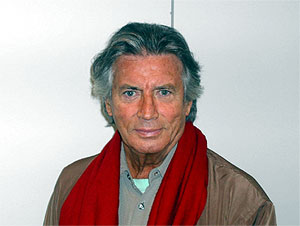
Pierre Brice (2005)

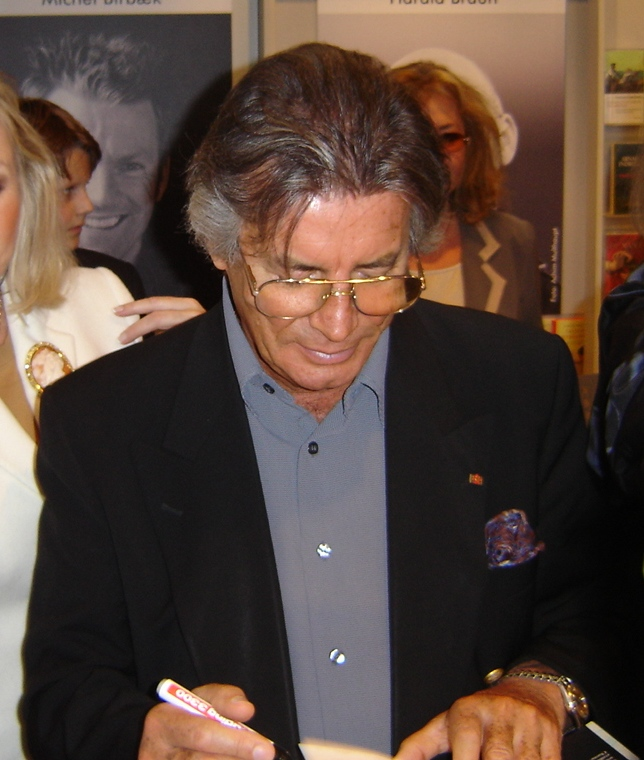
Pierre Brice (2004)

Pierre Brice, eigentlich Pierre Louis Baron le Bris (* 6. Februar 1929 in Brest; † 6. Juni 2015 bei Paris), war ein französischer Schauspieler, der vor allem durch die Darstellung des Winnetou in den Karl-May-Verfilmungen der 1960er Jahre bekannt wurde.

## Leben

### Jugend
Pierre Brice, Sohn eines Marineoffiziers, wuchs mit seiner Schwester Yvonne in Brest auf und erlebte dort den Zweiten Weltkrieg. Nach eigenen Angaben half er 1944 nach den Bombardements durch die Alliierten bei der Bergung von Verletzten. Außerdem habe er als Botenjunge der Résistance gedient.

### Militärzeit und frühe Filme
Mit 19 Jahren meldete sich Brice freiwillig zu den Commando Marine und diente als Soldat im Indochinakrieg. Dort überlebte er die Explosion einer Mine, die sein Trupp auslöste, nahezu unverletzt.
Nach einigen Auftritten als Fotomodell und Tänzer begann er seine Schauspielerkarriere. Frankreich hatte zu dieser Zeit jedoch keinen Mangel an Jungschauspielern. Hinzu kam, dass er seinem Freund Alain Delon recht ähnlich sah, der sich bereits als Star im französischen Film etabliert hatte. Brice ging daraufhin nach Italien und Spanien und wirkte dort in zahlreichen Sandalen-, Mantel- und Degen- und auch in einigen B-Filmen mit.

### Entdeckung
Anlässlich der Premiere des spanischen Filmes Los Atracadores, für den Brice später als bester Nebendarsteller ausgezeichnet wurde, besuchte er im Jahr 1962 die Berliner Filmfestspiele und wurde dort vom Produzenten Horst Wendlandt entdeckt, der ihm kurz darauf die Rolle des Apachenhäuptlings Winnetou in seiner Karl-May-Verfilmung Der Schatz im Silbersee anbot. Brice kannte weder den Autor Karl May noch die Figur, die er darstellen sollte, und sagte erst zu, nachdem ihn seine damalige jugoslawische Agentin Olga Horstig dazu überredet hatte. Außerdem war er skeptisch, da ihm das Indianerbild der amerikanischen Western nicht behagte, das immer nur die Verliererseite der Indianer zeigte, so dass  diese auf Brice wehrlos wirkten. Er hatte Schwierigkeiten beim Reiten, aber hier half der westernerfahrene Reiter Lex Barker, der als Kind schon ein Pferd besessen hatte. Brice war zwar begeistert von seinem Kostüm sowie seinem Pferd und war stolz, neben dem Star Lex Barker spielen zu dürfen, aber auch zunehmend enttäuscht vom geringen schauspielerischen Potential (zu wenig Text und zu ernste Miene), das seiner Meinung nach von der Rolle ausging. Er rechnete mit keinem großen Erfolg für sich, da er den damaligen Stellenwert der Figur aus Unkenntnis des deutschen Schriftstellers Karl May und seiner Werke nicht abschätzen konnte. Umso mehr war er überrascht über das Lob des Publikums bei der Premiere des Streifens. Die vornehme Zurückhaltung des französischen Darstellers galt als Schlüssel für den Erfolg seiner Figur.

### Winnetou

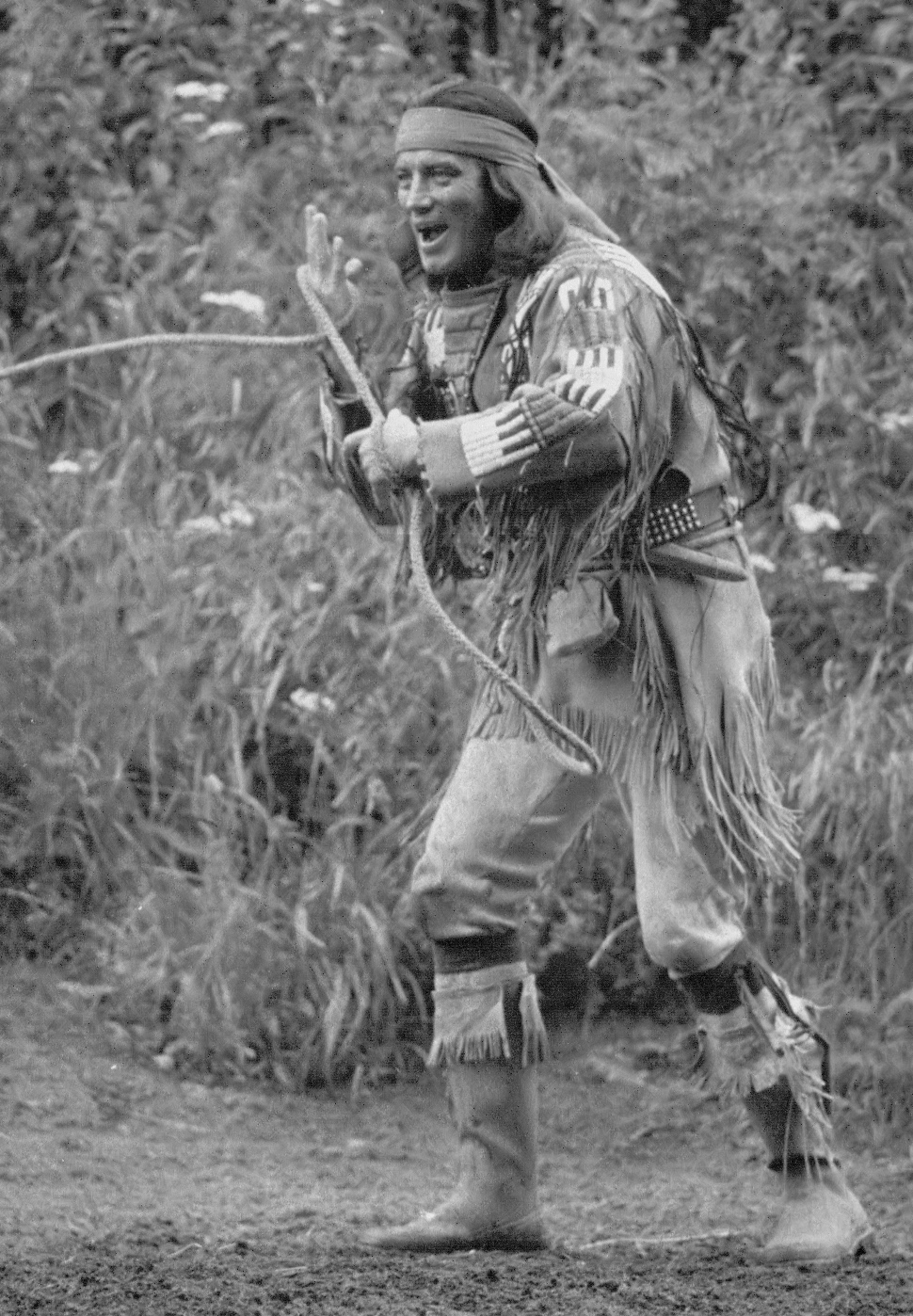
Pierre Brice als Winnetou bei den Karl-May-Festspielen in Elspe (etwa 1978)

Von 1962 bis 1968 spielte Brice die Rolle des Winnetou in insgesamt elf Karl-May-Filmen, sieben davon an der Seite des US-Amerikaners Lex Barker, drei mit Stewart Granger und einen mit Rod Cameron. Dies machte ihn in Deutschland zum Star. Zu seinem Kultstatus trug die Jugendzeitschrift Bravo, deren Berichterstattung die Dreharbeiten zu jedem Film begleitete, wesentlich bei. Pierre Brice in der Figur des Winnetou wurde damals zum Idol einer ganzen Generation und bekam von der Zeitschrift zwölf Ottos. Seit 1965 ist dieser in Form einer kleinen Indianerstatue, die an Winnetou erinnern sollte, gestaltet. Außerdem wurden ihm drei Starschnitte (1964, 1967 und 1977) gewidmet, was eine Einzigartigkeit in der Bravo-Geschichte darstellte.
Sein Filmtod 1965 in der Rolle des Winnetou löste aufgrund seiner Bekanntheit in der deutschen Kinogeschichte eine einmalige Protestwelle aus, die den durch Drohbriefe beunruhigten Produzenten dazu veranlasste, mit den Dreharbeiten zu einem anderen Film zu beginnen, der den beliebtesten Indianer der Bundesrepublik wieder auferstehen ließ.
In Anspielung auf seine Popularität durch diese Rolle und seine Adelsherkunft bezeichnete ihn der Filmproduzent Artur Brauner später scherzhaft als den „roten Baron“. Die Hauptdarsteller der Karl-May-Filmserie, Pierre Brice und Lex Barker, waren auch privat bis zu Barkers Tod im Jahr 1973 befreundet, während sich das Arbeitsklima mit Granger so schlecht entwickelte, dass die beiden am Set nur noch beruflich miteinander kommunizierten und sich dabei auf das Nötigste beschränkten.

### Zeit nach der Karl-May-Welle
1975 spielte er in der italienisch-französischen Komödie Die Puppe des Gangsters (La pupa del gangster) an der Seite von Marcello Mastroianni und Sophia Loren. Zwischendurch spielte er immer wieder Theater in Paris. Auftritte im Fernsehen waren selten, man sah Brice in der Science-Fiction-Serienproduktion Die Mädchen aus dem Weltraum, in Gastauftritten in Unterhaltungsshows oder in Kindersendungen, oftmals mit seinem Kostüm aus den Karl-May-Filmen.
Nachdem erfolgversprechende Rollen ausgeblieben waren, boten ihm die Karl-May-Festspiele in Elspe im Sauerland die Gelegenheit, dort erneut die Winnetou-Rolle zu spielen. Schlagartig war mit der Indianerrolle der Erfolg wieder da und Pierre Brice in aller Munde. In Elspe verkörperte er von 1976 bis 1980 sowie 1982 bis 1986 den Winnetou. Die Verpflichtung von Brice war für die Naturbühne ein Glücksfall, und über die Jahre wurden über 3,5 Millionen Zuschauer, insbesondere durch seinen Namen, in den Ort im Sauerland gelockt. Damit gewann die Bühne in Elspe, die schon vor den Auftritten Pierre Brices ähnlich hohe Zuschauerzahlen wie die Karl-May-Spiele Bad Segeberg aufwies, deutlich an überregionaler Bekanntschaft. Gastauftritte hatten der Hauptdarsteller und das Team auch in einigen großen Städten, so zum Beispiel in der Wiener Stadthalle.
Den wiederauflebenden Winnetou-Boom nutzte 1979 der WDR und produzierte in einer Koproduktion mit Antenne-Paris die Fernsehserie Mein Freund Winnetou an Schauplätzen in Mexiko, die einen anderen, in Kostümierung und Ausstattung realitätsnahen Apachen Winnetou zeigte, der zwar beim deutschen Publikum nicht ankam, in seiner französischen Heimat aber sehr wohlwollend aufgenommen wurde. Die Idee stammte von Brice; er wollte damit das stark verzerrte Indianerbild Karl Mays korrigieren und Bezüge zu realen Geschehnissen aus der Zeit der Indianerkriege im „Wilden Westen“ herstellen. Eine geplante Fortsetzung wurde angesichts der zurückhaltenden Reaktion des deutschen Zuschauers auf die ungewohnt authentische Darstellung der Indianerfigur nicht mehr realisiert.
Eine von Brice mitfinanzierte Bühnenshow mit einem Winnetou-Stück, das in einem in ganz Europa einmaligen Riesenzelt aufgeführt wurde, musste vom Veranstalter wegen Geldmangels 1981 abgebrochen werden. Missmanagement und Organisationsfehler führten zu einer finanziellen Katastrophe, deren Auswirkungen auch Brice mittragen musste, der wieder ins Sauerland zurückging. Als der Veranstalter in Elspe es ablehnte, der Forderung von Brice nachzugeben und Stücke nach dessen eigenen Ideen aufzuführen, trennte man sich 1986 einvernehmlich. Diese Gelegenheit nutzte die Bühne in Schleswig-Holstein und engagierte Brice, dem von 1988 bis 1991 die Möglichkeit gegeben wurde, seine Exposés auf der Bühne zu verwenden. Bei den Karl-May-Spielen in Bad Segeberg trat er neben Ralf Wolter auf, bis er im Alter von 62 Jahren endgültig sein Lederkostüm ablegte. 1999 führte er in Bad Segeberg noch einmal Regie.

### Auftritte im Theater und in Serien
Nach den Kinoerfolgen als Winnetou spielte er vor dem deutschen Publikum in Boulevard-Theaterkomödien oder in seichten Fernsehproduktionen wie Ein Schloß am Wörthersee oder Die Hütte am See oder trat zwischendurch in populären Fernsehserien wie Das Traumschiff auf. 1997 ließ dann das ZDF Winnetou für die Fernsehproduktion Winnetous Rückkehr (1. und 2. Teil) „wiederauferstehen“. Dieses Projekt erhielt allerdings vernichtende Kritiken aus Karl-May-Fankreisen. 2004 war er in einer Nebenrolle in der Schweizer Fernsehsoap Lüthi und Blanc zu sehen.
In Frankreich war Pierre Brice nahezu unbekannt (1960 hatte er einen Kurzauftritt neben Catherine Deneuve in L’homme à femmes und 1990 eine Gastrolle in der Serie Orages d’été). In der Serie Ein Mädchen fällt vom Himmel spielte er 1974 neben Marie-Georges Pascal den Mike (den neuen Piloten).

### Autor
Aus der Feder von Pierre Brice stammten drei Bücher zu Freilichtaufführungen der Karl-May-Spiele Bad Segeberg:
- 1980: Winnetou, der Apache
- 1990: Winnetous letzter Kampf
- 1991: Winnetou – Das Vermächtnis

Pierre Brice schrieb seine Biografie Winnetou und Ich, die Ende September 2004 veröffentlicht wurde. Er erklärte dazu:

„Bevor irgendjemand eine Biografie über mich schreibt, habe ich mich entschieden, selbst meine Lebensgeschichte als Autobiografie aufzuschreiben. Nur wenige Leute wissen, wie ich vor und seit Winnetou gelebt habe und lebe. Winnetou war ein wichtiger Teil meines Lebens und ich habe ihm viel zu verdanken. Doch neben Winnetou haben noch viele andere Menschen und Situationen eine wichtige und prägende Rolle in meinem Leben gespielt.“

Durch den Erfolg seiner Autobiografie ermutigt, versuchte er sich nun auch als Romanautor. Vorher hatte er als Autor lediglich Exposés oder Stücke geschrieben, deren Elemente nachher in Stücken in Bad Segeberg oder in den Winnetou-Fernsehproduktionen Verwendung fanden. Seine Auftritte im Fernsehen beschränkten sich zuletzt auf Gesangsdarbietungen oder Interview-Auftritte für Dokumentationssendungen zu den Karl-May-Filmen.

### Synchronsprecher
In den Karl-May-Filmen wurde Pierre Brice für den deutschsprachigen Raum überwiegend von Thomas Eckelmann gesprochen. In Schatz im Silbersee wurde er von Herbert Stass synchronisiert. Der Schauspieler Christian Wolff übernahm die Synchronisation im Film Winnetou I./Old Shatterhand. Thomas Danneberg synchronisierte Brice in Winnetou und sein Freund Old Firehand, Christian Brückner übernahm diese Aufgabe in der Fernsehserie Mein Freund Winnetou. Auf der Freilichtbühne in Elspe wurde Brice nicht synchronisiert. Er lernte seinen Text in deutscher Sprache. In den folgenden Jahren beherrschte der Franzose die deutsche Sprache immer besser, und man verzichtete darauf, ihn zu synchronisieren. Bei der Fernsehfassung von Winnetous Rückkehr (1. und 2. Teil) ist der französische Akzent von Brice allerdings deutlich wahrnehmbar. Die bei Lübbe Audio erschienene Hörbuchfassung seiner Autobiographie liest Pierre Brice selbst, wobei hier wiederum sein Akzent hörbar ist.

### Sänger
Wie sein Freund Lex Barker nahm auch Pierre Brice ab etwa 1965 verschiedene Musiktitel als Sänger auf. Er war dabei etwas produktiver als Lex Barker, der es nur auf zwei Musikstücke brachte.
Auch bei Pierre Brice wurden die ersten Aufnahmen vom Komponisten Martin Böttcher arrangiert und eingespielt.
- Ich steh’ allein / Ribanna (1965), Decca D 19 557 (mono)
- Keiner weiß den Tag / Wunderschön (1966), Decca, D 19 560
- Du bist schön (1967)
- Lonely / Die Nacht beginnt (1967)
- Paris (1969, für die Fernsehshow Nightclub, nicht veröffentlicht)
- Winnetou, du warst mein Freund / Meine roten Brüder (1971), Barclay
- Faire l’amour / Mehr als alles kann man nicht geben (1976)
- Wenn Männer träumen (1977, für die Fernsehsendung Zwischenmahlzeit, nicht veröffentlicht)
- Manitou / Freundschaft (1980)
- Bruder, wohin gehst du? (1983, für die Fernsehsendung Wunderland, auf der LP zur Show veröffentlicht)
- Wir sind die Welt / Was war wird immer bleiben (1991)
- Gefühle (Album, 1995)
- La vie en rose / C’est si bon (2000, aus dem Theaterstück Barfuß im Park)
- Mon cœur, je t’aime tant (2005, Album Die Leichtigkeit des Seins von Paloma Würth)
- Der Clown für die Fernsehsendung Herbstfest der Volksmusik (im Original von Heinz Rühmann)
- Du bist für mich die große Liebe (2007)

Der Sampler Winnetou du warst mein Freund (1996, Bear Family Records, mit Stereoaufnahmen der in Mono auf Single veröffentlichten Titel) enthält mehrere von Brice gesungene Lieder und auch die Gesangsleistungen von Lex Barker.

### Privates und soziales Engagement
Brice machte aus seiner konservativen politischen Einstellung keinen Hehl. Zu seinen Freunden zählten die CDU/CSU-Politiker Christian Schwarz-Schilling und Theo Waigel. Oft setzte sich Brice, insbesondere durch seine Tätigkeit als UNICEF-Botschafter, für karitative Zwecke ein. Spektakulär war im Jahr 1995 sein Hilfskonvoi nach Bosnien, den er persönlich anführte und der ihn durch teilweise noch umkämpftes Gebiet führte. 1992 erhielt er das Bundesverdienstkreuz I. Klasse und 2007 wurde er zum Ritter der Ehrenlegion ernannt. Die Auszeichnung wurde ihm in der französischen Botschaft in Berlin in Anerkennung seiner Verdienste um die deutsch-französische Freundschaft verliehen.
Des Weiteren engagierte sich Brice in Rumänien für Straßenhunde und Braunbären. Bei mehreren Besuchen, unter anderem in Brașov und Zărnești, setzte er seine Prominenz für den Tierschutz ein. So eröffnete er 2006 das Bärenreservat in Zărnești und rief zusammen mit der Fondation Brigitte Bardot zu Kastrationen von Haustieren auf.
Der bekennende französische Patriot und leidenschaftliche Hobbykoch lebte mit seiner aus Amberg stammenden Frau Hella, geborene Krekel, 30 Jahre im Jagdschlösschen Domaine des Moinets in Crépy-en-Valois in der Picardie nördlich von Paris. Sie waren ab 1976 liiert und ab 1981 verheiratet. Er plante seiner Frau zuliebe einen Umzug nach Bayern.

### Krankheit und Tod
Am Abend des 5. Juni 2015 wurde Pierre Brice mit hohem Fieber in ein Krankenhaus bei Paris eingeliefert, wo er am Morgen des 6. Juni 2015 im Alter von 86 Jahren an den Folgen einer Lungenentzündung starb. Nach einer Trauerfeier am 18. Juni 2015 in der Münchner Michaelskirche wurde er am folgenden Tag auf dem Gemeindefriedhof von Gräfelfing, Landkreis München, beerdigt.

## Grabstätte

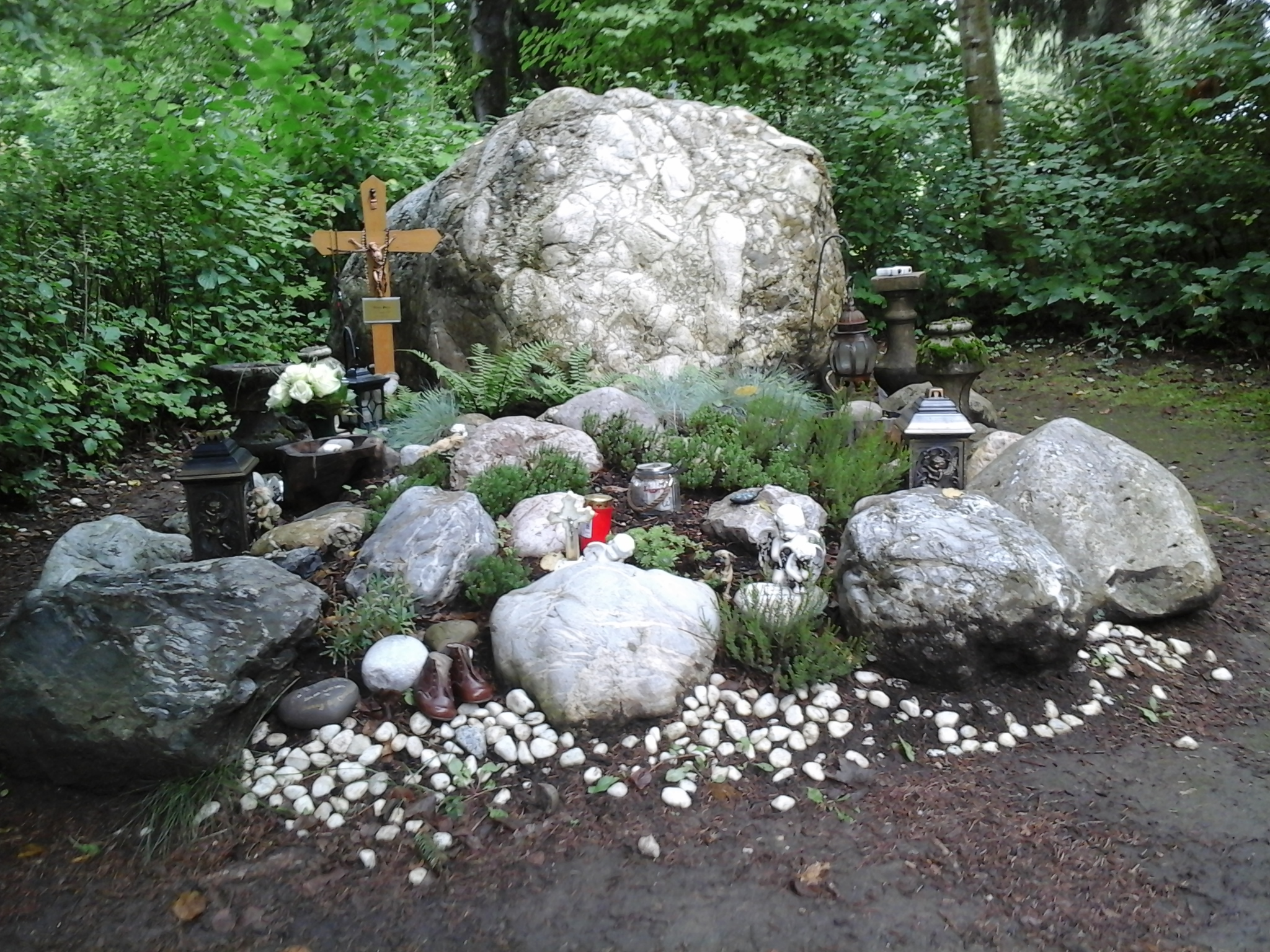
Grab von Pierre Brice auf dem Friedhof Gräfelfing bei München

Die Grabstätte von Pierre Brice befindet sich auf dem Friedhof Gräfelfing (Gräberfeld VH – Platz 414/415 Standort). Auf dem Grab steht auch ein Gedenkkreuz für die Schwiegereltern von Pierre Brice (Dr. H. Krekel und I. Krekel).

## Auszeichnungen
- 1991 soll Brice von den Winnebagos „bei den Karl-May-Spielen in Bad Segeberg“ als Ehrenmitglied in ihren Stamm aufgenommen worden sein.[14]
- 1992: Bundesverdienstkreuz erster Klasse für sein Lebenswerk[15]
- 1999: Scharlih – Karl-May-Auszeichnung
- 1999: Prix The Best – 1999 in Paris als Anerkennung für seine humanitäre Hilfsaktion während des Bürgerkrieges in Jugoslawien verliehen[3]
- 2004: Brisant Brillant „für sein Lebenswerk“
- 2004: DIVA – Deutscher Entertainment Preis
- 2005: Steiger Award „für besonderes gesellschaftliches und künstlerisches Engagement“
- 2007: Ritter der Ehrenlegion für seine Verdienste um die deutsch-französische Freundschaft und das europäische Kino

Zudem erhielt Pierre Brice zwölf BRAVO-Ottos (1964–1972 sowie 1976–1978 jährlich einen) und fünf Bambis (1964, 1967, 1968, 1987, 1990).

## Filmografie
- 1954: Harte Fäuste – Heißes Blut (Ca va barder)
- 1954: Si Paris nous était conté
- 1958: Der Tag und die Nacht (Le Miroir à deux faces)
- 1958: Die sich selbst betrügen (Les Tricheurs)
- 1958: Schrei, wenn du kannst (Les Cousins)
- 1959: Aufstand der Tscherkessen (I cosacchi)
- 1959: Geheimagent Suzuki (Monsieur Suzuki)
- 1960: Call-Girls (I piaceri del sabato notte)
- 1960: Unschuld im Kreuzverhör (Il rossetto)
- 1960: An einem heißen Nachmittag (L’homme à femmes)
- 1960: Die Mühle der versteinerten Frauen (ll mulino delle donne di pietra)
- 1960: Die Frau der Pharaonen (La donna delle faraoni)
- 1961: Die Bacchantinnen (Le baccanti)
- 1961: Sie nennen es Liebe (Douce violence)
- 1961: Ritt in die Freiheit (Col ferro e col fuoco)
- 1961: Akiko
- 1962: Der Schatz im Silbersee
- 1962: Zorro gegen Maciste – Kampf der Unbesiegbaren (Zorro contro Maciste )
- 1963: Pacto de silencio
- 1963: Winnetou 1. Teil
- 1963: Robin Hood in der Stadt des Todes (L’invincible cavaliere mascherato; DDR: Kavalier mit der schwarzen Maske)
- 1964: Old Shatterhand
- 1964: Die goldene Göttin vom Rio Beni
- 1964: Winnetou 2. Teil
- 1964: Unter Geiern
- 1965: Der Ölprinz
- 1965: Winnetou 3. Teil
- 1965: Old Surehand 1. Teil
- 1965: Schüsse im 3/4 Takt
- 1965: Die Hölle von Manitoba
- 1966: Gern hab ich die Frauen gekillt
- 1966: Winnetou und das Halbblut Apanatschi
- 1966: Winnetou und sein Freund Old Firehand
- 1966: Der letzte große Sieg der Daker (Dacii)
- 1967: Die Nacht gehört uns (La Treizième caprice)
- 1968: Die Reue des Pièrre Guilhem (Le Regret de Pierre Guilhem)
- 1968: Winnetou und Shatterhand im Tal der Toten
- 1969: Die Marquise von B.
- 1970: Les Coups pour rien
- 1971: Erika
- 1971: Féminin-féminin
- 1971: Sexuelle Gelüste triebhafter Mädchen (La notte dei dannati)
- 1972: Una cuerda al amanecer
- 1973: L’Éloignement
- 1974: Ein Mädchen fällt vom Himmel (Fernsehserie)
- 1975: Ach, du dickes Ei (Fernsehserie, 1 Folge)
- 1975: Die Puppe des Gangsters (La pupa del gangster)
- 1976: Die Mädchen aus dem Weltraum (Fernsehserie)
- 1980: Mein Freund Winnetou (Fernsehserie)
- 1983: Das Traumschiff: Kenia – (Fernsehserie, Folge 8)
- 1985: Schöne Ferien – Urlaubsgeschichten aus Singapur und Malaysien (Fernsehreihe)
- 1986: Die glückliche Familie (Fernsehserie)
- 1987: Zärtliche Chaoten
- 1989: Orages d’été (Fernsehserie)
- 1991: Die Hütte am See
- 1991–1993: Ein Schloß am Wörthersee (Fernsehserie, 17 Folgen)
- 1992: Mallorca – Liebe inbegriffen
- 1993: Der blaue Diamant
- 1996: Klinik unter Palmen
- 1998: Winnetous Rückkehr (zweiteiliger Fernsehfilm)
- 2002: Utta Danella – Die Hochzeit auf dem Lande
- 2003: Mit einem Rutsch ins Glück (Fernsehfilm)
- 2004: Lüthi und Blanc (Fernsehserie)
- 2005: Das Traumhotel (Fernsehserie, Folge 2x01 Zauber von Bali)
- 2007: In aller Freundschaft (Fernsehserie)
- 2007: Winnetou darf nicht sterben (Dokumentarfilm)
- 2008: Rote Rosen (Fernsehserie)
- 2009: Kreuzfahrt ins Glück (Fernsehserie, Folge 4x01)